# Ghia Urban

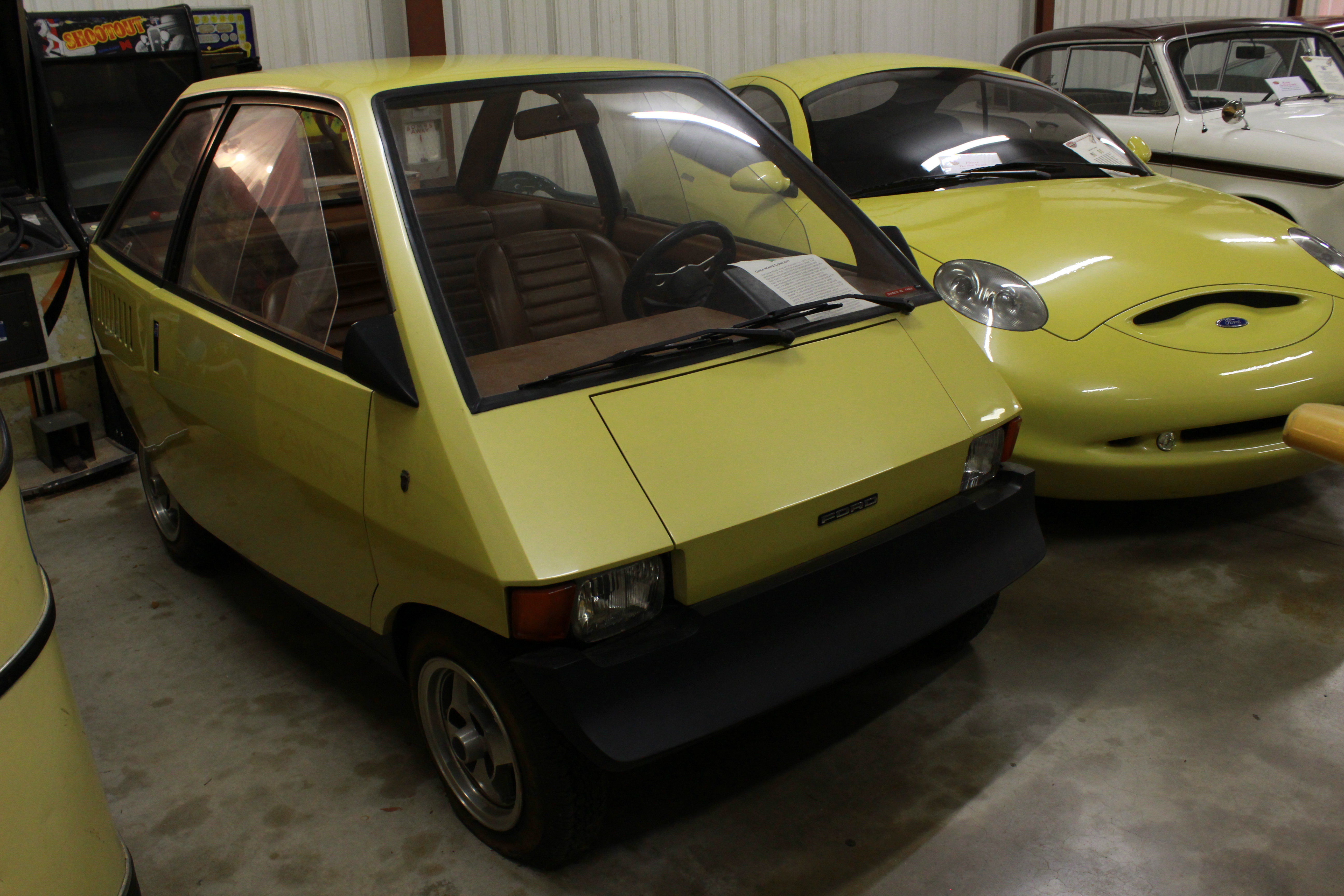
Ford Manx (links) und Ford Vivace im Sarasota Classic Car Museum

Der Ghia Urban war ein Konzeptfahrzeug für einen Kleinstwagen. Das Design stammt von Carrozzeria Ghia, die Technik von Ford. Der Wagen wurde ab 1973 entwickelt und auf dem Genfer Salon im Jahre 1977 gezeigt. Das Fahrzeug bot vier Personen Platz und war 2,58 Meter lang. Der Ghia Urban wurde später auch Ford Manx genannt. Die Technik des Kleinstwagens basiert auf dem Ford Fiesta, obwohl dieser erst etwas nach dem Ghia Urban vorgestellt wurde.
Ein Exemplar befindet sich im Sarasota Classic Car Museum in Florida in den USA.